# کپوردندان آناتولی
کپوردندان آناتولی (نام علمی: Aphanius anatoliae) نام یک گونه از سرده کپوردندان است.